# Jasmin Wagner
Jasmin Wagner, conosciuta anche come Blümchen (Amburgo, 20 aprile 1980), è una cantante, attrice e conduttrice televisiva tedesca.

## Biografia
Nata nel 1980 da madre croata, ha avviato la carriera musicale nel 1995, all'età di quindici anni, con lo pseudonimo Blümchen. Tra i suoi massimi successi vi sono il suo singolo di debutto Herz an Herz (1995), Boomerang (1996) e  Nur geträumt (1997), una cover dei Nena, entrati rispettivamente alle posizioni numero 4, 7 e 6 della casistica tedesca. Ha anche pubblicato alcuni album in lingua inglese con lo pseudonimo Blossom. Wagner ha annunciato la fine della sua carriera musicale nel 2025.

## Discografia parziale

### Come Blümchen

#### Album in studio
- 1996 – Herzfrequenz
- 1997 – Verliebt...
- 1998 – Today is My day
- 1999 – Live in Berlin
- 2000 – Die Welt gehört dir
- 2001 – Für immer und ewig
- 2004 – The Best Of Blümchen - Heut ist' Mein Tag

### Singoli
- 1995 – Herz an Herz
- 1996 – Kleiner Satellit
- 1996 – Boomerang
- 1996 – Du und ich
- 1997 – Nur geträumt
- 1997 – Verrückte Jungs
- 1997 – Gib mir noch Zeit
- 1997 – Sesam-Jam

### Come Blossom

#### Album in studio
- 1996 – Heartbeat
- 1997 – In Love
- 2003 – Go for Love

### Come Jasmin Wagner

#### Album in studio
- 2006 – Die Versuchung